# 1906 en hockey sur glace
Cette page présente les évènements de hockey sur glace de l'année 1906.

## Europe

### France
- Création du Championnat de France.

## Autres évènements

### Naissance
- 29 janvier : Joe Primeau
- 13 février : Frank Callighen
- 13 mars : Evald Tipner
- 23 mars : Bill Touhey
- 9 avril : Ebbie Goodfellow
- 17 avril : Herbie Lewis
- 25 avril : Gus Forslund
- 29 mai : Art Chapman
- 30 mai : Vic Ripley
- 18 juin : Joe Lamb
- 24 juin : Johnny Gottselig
- 25 juin : Dave Trottier
- 26 juin : Ken Doraty
- 30 juin : Ted Graham
- 6 juillet : Harold Starr
- 12 août : Roy Burmister
- 1er septembre : Jimmy Ward
- 3 septembre : Wildor Larochelle
- 12 septembre : Jacques Lacarrière
- 2 novembre : Paul Thompson
- 6 novembre : James D. Norris